# Seznam památných stromů v okrese Olomouc
Toto je seznam památných stromů v okrese Olomouc, v němž jsou uvedeny památné stromy na území okresu Olomouc.
| Název                                   | Obrázek | Umístění                                                  | Druh                                   | Obvod [v cm] | Kód wikidata     | Galerie                                                          | Poznámka |
| --------------------------------------- | --- | --------------------------------------------------------- | -------------------------------------- | --- | ---------------- | ---------------------------------------------------------------- | --- |
| Dub u Králové                           | | Benkov u Střelic 49°45′11″ s. š., 17°2′13″ v. d.          | dub letní                              | 519 | 100250 Q26784119 |                                                                  | U silnice z Nových Dvorů do Králové |
| Lipový dvůr                             | | Benkov u Střelic 49°45′57″ s. š., 17°4′36″ v. d.          | lípa srdčitá (3)                       | 903 | 100262 Q26779755 |                                                                  | Na okraji obce, za plotem usedlosti Lipový dvůr, blízko drůbežárny; obvod kmenů: 780 cm, 800 cm, 750 cm (první lípa r. 2015 dosahovala 903 cm, druhá je léta rozpadlá ve 2 samostatně žijící kmeny). |
| Sloukova lípa                           | | Bouzov 49°41′3″ s. š., 16°53′3″ v. d.                     | lípa velkolistá srdcolistá             | 420 | 105953 Q26790568 |                                                                  | Na travnaté ploše před č.p. 9 ve východní části obce cca 100 m od hostince |
| Šteffkova lípa                          | | Bouzov 49°40′10″ s. š., 16°53′35″ v. d.                   | lípa malolistá                         | 590 | 105954 Q26790570 |                                                                  | Na louce na severovýchodním okraji vesnice mezi zemědělskými usedlostmi, nad kaplí datovanou r. 1815 |
| Dub na vyhlídce                         | | Břevenec 49°51′48″ s. š., 17°9′4″ v. d.                   | dub letní                              | 320 | 104807 Q26789413 |                                                                  | cca 1 km severozápadně od obce ve svahu nad státní silnicí Břevenec-Mirotínek-Horní Město; v blízkosti studánka a vyhlídka |
| Lípa na horním konci †                  | | Dalov 49°47′10″ s. š., 17°20′27″ v. d.                    | lípa malolistá                         | 570 | 100271 Q26784155 |                                                                  | Vlevo od silnice na Dětřichov nad Bystřicí, u čp. 54. Ochrana zrušena 27. května 2024. Torzo, již z větší části podlehlo hnilobným procesům a trouchnivění, a tím neodpovídá statutu památného stromu. |
| Lípa na horním konci Dalova             | | Dalov 49°47′11″ s. š., 17°20′28″ v. d.                    | lípa srdčitá                           | 520 | 106149 Q73591014 |                                                                  | na hranici dvou pozemků u cesty z Dalova do Huzové, naproti č.p. 54 s torzem památné lípy s názvem "Lípa na horním konci". |
| Lípa v Dálově                           | | Dalov 49°46′59″ s. š., 17°20′16″ v. d.                    | lípa malolistá                         | 467 | 100217 Q26784020 |                                                                  | V centru obce na staré návsi u čp. 795 |
| Lípa v Dolanech                         | Památná lípa v Dolanech                                                                                      | Dolany 49°38′39″ s. š., 17°19′5″ v. d.                    | lípa srdčitá                           | 678 | 100269 Q14496554 |                                                                  | U nového hřbitova u kříže, asi 650 m jihovýchodně od kostela |
| Javor u kostela                         | | Domašov nad Bystřicí 49°44′32″ s. š., 17°26′36″ v. d.     | javor mléč                             | 367 | 100267 Q26784144 |                                                                  | na bývalém hřbitově u kostela v obci |
| Drahanovické lípy                       | | Drahanovice 49°34′36″ s. š., 17°4′33″ v. d.               | lípa srdčitá (2)                       | 410 | 100259 Q26779754 |                                                                  | Na návsi asi 200 m severně do kostela |
| Hrušeň u Lusthózu                       | Památný strom - hrušeň u Drahanovic (rok pořízení 2015)                                                      | Drahanovice 49°34′6″ s. š., 17°5′4″ v. d.                 | hrušeň obecná                          | 307 | 100270 Q26784152 |                                                                  | U myslivny |
| Tučapské lípy                           | Tučapské lípy (pořízeno: srpen 2015)                                                                         | Dub nad Moravou 49°29′20″ s. š., 17°16′11″ v. d.          | lípa srdčitá (3)                       | 449 | 100263 Q26779751 |                                                                  | Vlevo od silnice Olomouc-Tovačov při odbočce na Tučapy, u Božích muk. |
| Dub Král                                | Dub Král (pořízeno 2015)                                                                                     | Grygov 49°31′4″ s. š., 17°18′45″ v. d.                    | dub letní                              | 560 | 100266 Q20919644 |                                                                  | u železniční tratě, les Království, místní název dubu Král; chráněn již od r. 1941 |
| Dub u cyklostezky ke Třem mostům (I.)   | | Horka nad Moravou 49°38′40″ s. š., 17°11′53″ v. d.        | dub letní                              | 355 | 100236 Q26784078 |                                                                  | U cyklostezky ke Třem mostům |
| Dub u cyklostezky ke Třem mostům (II.)  | Dub u cyklostezky ke Třem mostům (II.) (září 2015)                                                           | Horka nad Moravou 49°39′2″ s. š., 17°11′44″ v. d.         | dub letní                              | 370 | 100235 Q26784075 |                                                                  | mezi cyklostezkou ke Třem mostům a Mlýnským potokem |
| Dub u cyklostezky ke Třem mostům (III.) | Dub u cyklostezky ke Třem mostům (III.) (září 2015)                                                          | Horka nad Moravou 49°39′8″ s. š., 17°11′41″ v. d.         | dub letní                              | 352 | 100234 Q26784071 |                                                                  | mezi cyklostezkou ke Třem mostům a Mlýnským potokem |
| Dub u Mlýnského potoka                  | Dub u Mlýnského potoka (září 2015)                                                                           | Horka nad Moravou 49°38′53″ s. š., 17°11′52″ v. d.        | dub letní                              | 405 | 100219 Q26784028 |                                                                  | na levém břehu Mlýnského potoka |
| Dub u Třech mostů (I.)                  | | Horka nad Moravou 49°39′33″ s. š., 17°11′26″ v. d.        | dub letní                              | 374 | 100233 Q26784069 |                                                                  | lužní les vlevo od cyklostezky Tři mosty-Hynkov |
| Dub u Třech mostů (II.)                 | | Horka nad Moravou 49°39′32″ s. š., 17°11′18″ v. d.        | dub letní                              | 378 | 100232 Q26784067 |                                                                  | lužní les vlevo od cyklostezky Tři mosty-Hynkov |
| Dub u Třech mostů (III.)                | Dub u Třech mostů (III.)                                                                                     | Horka nad Moravou 49°39′29″ s. š., 17°11′26″ v. d.        | dub letní                              | 375 | 100231 Q26784062 |                                                                  | lužní les vlevo od cyklostezky Tři mosty-Hynkov |
| Dub za PP Častava                       | Dub za PP Častava (září 2015)                                                                                | Horka nad Moravou 49°38′53″ s. š., 17°12′20″ v. d.        | dub letní                              | 437 | 100230 Q26784061 |                                                                  | na okraji lesního porostu |
| Lípa u Ettelova kříže                   | | Horní Loděnice                                            | lípa velkolistá                        | 338 | 106297 Q73602021 |                                                                  | Strom roste před domem č. p. 163 na kraji osady Nové Dvorce, u polní cesty odbočující ze silnice č. I/46 směrem na sever; nachází se u něj památkově chráněný kříž rodiny Ettel datovaný r. 1859. |
| Javor klen u Hrubovodských sutí         | | Hrubá Voda 49°41′20″ s. š., 17°26′12″ v. d.               | javor klen                             | 386 | 100257 Q26784138 |                                                                  | Na pravém břehu Bystřice v prvním výrazném žlebu vlevo od cesty, asi 1 km po modré turistické značce od Smilovského mlýna na Hrubou Vodu |
| Javor klen u Smilovského mlýna          | | Hrubá Voda 49°41′31″ s. š., 17°26′45″ v. d.               | javor klen                             | 406 | 100258 Q26784141 |                                                                  | na rozcestí před železničním mostem u bývalého Smilovského mlýna |
| Dub v Panenském lese                    | | Hynkov 49°39′44″ s. š., 17°11′23″ v. d.                   | dub letní                              | 416 | 100242 Q26784092 |                                                                  | V trati Bahna, cca 250 m vpravo od lesní komunikace z Horky nad Moravou do Hynkova |
| Hynkovská lípa                          | | Hynkov 49°40′16″ s. š., 17°10′28″ v. d.                   | lípa malolistá                         | 333 | 100241 Q26784087 |                                                                  | U mostku přes mlýnský náhon v Hynkově |
| Olše u mlýnského náhonu †               | | Hynkov 49°40′16″ s. š., 17°10′31″ v. d.                   | olše lepkavá                           | 236 | 100240 Q74842579 |                                                                  | Na špici louky, kde ústí mlýnský náhon do Mlýnského potoka, strom zanikl. |
| Chomoutovský dub                        | Chomoutovský dub (rok pořízení 2015)                                                                         | Chomoutov 49°38′33″ s. š., 17°14′15″ v. d.                | dub letní                              | 703 | 104912 Q26789543 |                                                                  | za obcí u Moravy |
| Chválkovický buk                        | Chválkovický buk (nacházející se na soukromém pozemku) (pořízeno: srpen 2015)                                | Chválkovice 49°36′29″ s. š., 17°16′55″ v. d.              | buk lesní červenolistý                 | 459 | 105155 Q26789705 |                                                                  | V zahradě čp. 13 v ulici Chválkovická v Olomouci |
| Jilm v Jívové †                         | | Jívová 49°42′16″ s. š., 17°23′20″ v. d.                   | jilm horský                            | 530 | 100268 Q26784148 |                                                                  | V zahradě obecního úřadu v Jívové. Strom zanikl, ochrana zrušena 11.03.2024. |
| Lípa u Klášterního Hradiska             | Lípa u Klášterního Hradiska (pořízeno: srpen 2015)                                                           | Klášterní Hradisko 49°36′14″ s. š., 17°16′2″ v. d.        | lípa srdčitá                           | 470 | 100273 Q26784158 |                                                                  | v obci u zdi zahrady |
| Úsovský dub                             | | Králová 49°46′42″ s. š., 17°0′16″ v. d.                   | dub letní                              | 403 | 100251 Q26784124 |                                                                  | V lese pod úsovskou hájovnou |
| Metasekvoje na Střelnici                | Metasekvoje na Střelnici                                                                                     | Lazce 49°36′0″ s. š., 17°15′4″ v. d.                      | metasekvoje tisovcovitá                | 208 | 105156 Q26789706 |                                                                  | Na travnaté ploše na křižovatce ulic Na Střelnici a Lazecká v Olomouci |
| Dub na Čerlince                         | | Litovel 49°43′19″ s. š., 17°3′20″ v. d.                   | dub letní                              | 530 | 100252 Q26784126 |                                                                  | u chaty u lesní školky nad prameništěm Čerlinka |
| Lípa u tří křížů                        | | Litovel 49°41′31″ s. š., 17°3′51″ v. d.                   | lípa malolistá                         | 445 | 106444           |                                                                  | Solitéra roste mimo zastavěné území, za severním oplocením areálu podniku Alibona, v místě křížení lokální železnice s vodním tokem Loučka. |
| Mladečská lípa                          | Mladečská lípa                                                                                               | Mladeč 49°42′33″ s. š., 17°1′5″ v. d.                     | lípa malolistá                         | 670 | 100253 Q26784129 |                                                                  | Na okraji obce, u budovy polesí |
| Novozámecký dub                         | | Mladeč 49°43′11″ s. š., 17°1′47″ v. d.                    | dub letní                              | 618 | 104913 Q26789544 |                                                                  | V břehovém porostu Zámecké Moravy |
| Novozámecký topol                       | | Mladeč 49°43′16″ s. š., 17°1′33″ v. d.                    | topol bílý                             | 502 | 100244 Q26784098 |                                                                  | Na hrázi lesního rybníčku asi 500 m od zámku |
| Skladečský dub †                        | Skladečský dub                                                                                               | Mladeč 49°42′42″ s. š., 17°0′51″ v. d.                    | dub letní                              | 442 | 100243 Q26784094 |                                                                  | Na pozemku malé vodní elektrárny, nedaleko Skladečského jezu |
| Jalovec u Navrátila †                   | | Mladějovice u Šternberka                                  | jalovec obecný                         | 120 | 105169 Q74844137 |                                                                  | proti hostinci; zaniklý, ochrana zrušena 19.02.2024. |
| Mladějovická lípa                       | Mladějovická lípa                                                                                            | Mladějovice u Šternberka 49°45′10″ s. š., 17°13′51″ v. d. | lípa velkolistá                        | 880 | 100272 Q12038313 |                                                                  | Na návsi u domu čp. 51 |
| Tomáškova lípa                          | Tomáškova lípa                                                                                               | Moravská Huzová 49°41′45″ s. š., 17°14′46″ v. d.          | lípa velkolistá                        | 296 | 105718 Q26790259 | Kategorie „Tomáškova lípa“ na Wikimedia Commons                  | Ve středu travnaté plochy u studny na návsi ve východní části obce zvané Dědinky |
| Hromův dub                              | Hromův dub                                                                                                   | Moravská Loděnice 49°38′23″ s. š., 17°15′9″ v. d.         | dub letní                              | 600 | 104762 Q12020741 |                                                                  | Na zarostlé ploše v polích, cca 630 m východně od soutoku Grygary s Oskavou, lokalita zvaná "Strážná bouda" |
| Lípa u mlýnského náhonu                 | | Moravský Beroun 49°46′59″ s. š., 17°26′24″ v. d.          | lípa srdčitá                           | 550 | 100534 Q26785423 |                                                                  | V blízkosti mlýnského náhonu; východně od silnice z Moravského Berouna k Sedmi Dvorům |
| Lípa v Moravském Berouně                | Lípa na náměstí (pořízeno: 5.6.2015)                                                                         | Moravský Beroun 49°47′37″ s. š., 17°26′35″ v. d.          | lípa velkolistá                        | 440 | 100535 Q26785425 |                                                                  | ve středu náměstí v Moravském Berouně |
| Jasan na návsi †                        | | Mrsklesy na Moravě                                        | jasan ztepilý                          | 345 | 105172 Q74844159 |                                                                  | Na návsi u pumpy |
| Lípy u kříže v Mutkově                  | | Mutkov                                                    | lípa velkolistá, lípa srdčitá (2)      | 0 | 106298 Q76810012 |                                                                  | Stromy rostou cca 6 m od sebe v otevřené krajině mimo obec, s přístupem po polní cestě cca 850 m od autobusové zastávky Mutkov; mezi nimi je obnovený kříž. Strom č. 1 (lípa srdčitá) - cca 250 let, obvod kmene 510 cm; strom č. 2 (lípa velkolistá) - cca 120 let, obvod kmene 297 cm; výška obou 27 m. |
| Zámecké aleje                           | Zámecké aleje                                                                                                | Náměšť na Hané 49°35′57″ s. š., 17°3′59″ v. d.            | lípa malolistá (328)                   | 0 | 100260 Q26790909 |                                                                  | aleje do čtyř stran kolem zámku |
| Sedlácká lípa                           | | Norberčany 49°45′22″ s. š., 17°30′19″ v. d.               | lípa velkolistá                        | 654 | 105717 Q26790258 |                                                                  | V obci nad hřbitovem cca 100 m od kostela, v prostoru bývalého zemědělského družstvo |
| Král Bradla †                           | | Nová Hradečná                                             | smrk ztepilý                           | 350 | 100254           |                                                                  | V lesním komplexu Bradlo jihozápadně od obce Libina, cca 500 m VJV od kóty 558 Tři Kameny |
| Buk u staré vrátnice †                  | Buk v areálu Fakultní nemocnice (pořízeno: srpen 2015)                                                       | Nová Ulice 49°35′ s. š., 17°14′20″ v. d.                  | buk lesní červenolistý                 | 494 | 105159 Q26210183 |                                                                  | Na okraji parteru mezi budovami Fakultní nemocnice v Olomouc, poblíž staré vrátnice. Ochrana stromu zrušena 28. listopadu 2020. |
| Čajkovského lípa                        | Čajkovského lípa (obvod kmene ve výšce 1,3m: 290 cm, výška: 18 m, stáří: 100-120 let) (pořízeno: srpen 2015) | Nová Ulice 49°34′45″ s. š., 17°14′10″ v. d.               | lípa velkolistá                        | 304 | 105158 Q26789707 |                                                                  | Na travnaté ploše před bočním vchodem do gymnázia v ulici Čajkovského |
| Platany v ASO parku                     | | Nová Ulice 49°35′57″ s. š., 17°15′3″ v. d.                | platan javorolistý (2)                 | 519 | 105157 Q26779750 |                                                                  | V ASO parku podél ulice Na Střelnici poblíž centra Olomouce. |
| Metasekvoje na Nových Sadech            | Metasekvoje - Myslbekova ulice (pořízeno: srpen 2015)                                                        | Nové Sady u Olomouce 49°35′6″ s. š., 17°15′10″ v. d.      | metasekvoje tisovcovitá                | 320 | 105160 Q26789708 |                                                                  | Na okraji trávníku v ulici Polská u čp. 430 |
| Špitálská lípa sv. Štěpána              | Špitálská lípa sv. Štěpána                                                                                   | Olomouc 49°36′25″ s. š., 17°15′54″ v. d.                  | lípa velkolistá                        | 444 | 105955 Q26790572 | Kategorie „Špitálská lípa sv. Štěpána“ na Wikimedia Commons      | V severní části barokního areálu v jihozápadním rohu bývalé konventní zahrady |
| Buk lesní †                             | | Olomouc-město                                             | buk lesní                              | 348 | 105599           |                                                                  | Na travnaté ploše mezi budovami Fakultní nemocnice |
| Jilm na Charkovské ulici                | Jilm v Charkovského ulici                                                                                    | Olomouc-město 49°35′50″ s. š., 17°16′16″ v. d.            | jilm horský                            | 353 | 105161 Q26789709 | Kategorie „Jilm na Charkovské ulici“ na Wikimedia Commons        | Uprostřed křižovatky ulic Charkovská, kpt. Nálepky a Dukelská |
| Rudolfův dub                            | | Olomouc-město 49°35′21″ s. š., 17°14′55″ v. d.            | dub letní                              | 662 | 105162 Q26492949 |                                                                  | V severní části areálu Smetanovy sady, vlevo od hlavní aleje spojující Havlíčkovu a Polskou ulici, cca 250 m východně od vstupu do pavilonu A. |
| Dub u Kobylníku 1                       | Dub u Kobylníku 1                                                                                            | Pňovice 49°42′52″ s. š., 17°7′59″ v. d.                   | dub letní                              | 468 | 100248 Q26784111 |                                                                  | U silničního mostku přes Kobylník z Pňovic do Tří Dvorů |
| Dub u Kobylníku 2                       | Dub u Kobylníku 2                                                                                            | Pňovice 49°42′53″ s. š., 17°8′2″ v. d.                    | dub letní                              | 500 | 100247 Q26784109 |                                                                  | U silničního mostku přes Kobylník z Pňovic do Tří Dvorů |
| Dub u smohy Blázinec                    | | Pňovice 49°42′25″ s. š., 17°8′53″ v. d.                   | dub letní                              | 459 | 100245 Q26784101 |                                                                  | V lesním porostu na Kabelníku, severovýchodně od toku Kobylníku, výstavek po smýcení lesního porostu |
| Dub u tratě II.                         | Dub u tratě II.                                                                                              | Pňovice 49°42′2″ s. š., 17°8′49″ v. d.                    | dub letní                              | 365 | 100228 Q26784054 |                                                                  | vlevo od železniční tratě Střeň-Červenka |
| Dub u trati I.                          | Dub u trati I.                                                                                               | Pňovice 49°42′3″ s. š., 17°8′51″ v. d.                    | dub letní                              | 405 | 100229 Q26784056 |                                                                  | vlevo od železniční tratě Střeň-Červenka |
| Dub v Rozpachách 1                      | | Pňovice 49°43′5″ s. š., 17°7′44″ v. d.                    | dub letní                              | 363 | 100225 Q26784042 |                                                                  | v místní části Rozpach |
| Dub v Rozpachách 2                      | | Pňovice 49°42′57″ s. š., 17°7′40″ v. d.                   | dub letní                              | 394 | 100224 Q26784041 |                                                                  | v místní části Rozpach |
| Dub v Rozpachách 3                      | | Pňovice 49°42′54″ s. š., 17°7′43″ v. d.                   | dub letní                              | 414 | 100223 Q26784037 |                                                                  | v místní části Rozpach, por.sk. 797C15/7a |
| Jilm vaz                                | Jilm vaz | Pňovice 49°42′53″ s. š., 17°8′3″ v. d.                    | jilm vaz                               | 394 | 100246 Q26784105 |                                                                  | U silničního mostku přes Kobylník z Pňovic do Tří Dvorů |
| Třídvorecký dub †                       | Třídvorecký dub                                                                                              | Pňovice 49°42′11″ s. š., 17°7′32″ v. d.                   | dub letní                              | 456 | 100249 Q26784115 |                                                                  | Na křižovatce lesních cest Střeňská a U trati |
| Král příkazských Sečí                   | | Příkazy 49°38′42″ s. š., 17°8′39″ v. d.                   | dub letní                              | 452 | 105881 Q26790497 |                                                                  | Na travnaté ploše severně od kaple sv. Cyrila a Metoděje u cesty vedoucí na hřiště a do zahrady Záloženského klubu |
| Lipové stromořadí u Cholinky            | Lipové stromořadí - Příkazy-Náklo (pořízeno: srpen 2015)                                                     | Příkazy 49°38′53″ s. š., 17°8′26″ v. d.                   | lípa malolistá (70)                    | 0 | 100261 Q26790871 |                                                                  | Na levém břehu Cholinky, mezi obcemi Náklo a Příkazy. Z původních 80 stromů již 16 neexistuje. Obvody žijících: 80–400 cm. |
| Křížkův dóbek                           | Dóbek v Radíkově                                                                                             | Radíkov u Olomouce 49°38′14″ s. š., 17°21′42″ v. d.       | dub letní                              | 434 | 105163 Q26789710 | Kategorie „Dóbek (Olomouc-Radíkov)“ na Wikimedia Commons         | Na poli, na jihozápadním okraji obce, cca 100 m za obytnou zástavbou |
| Dub na Nových Mlýnech (I.)              | Dub na Nových Mlýnech I                                                                                      | Řimice 49°43′55″ s. š., 16°59′47″ v. d.                   | dub letní                              | 495 | 100222 Q26784035 |                                                                  | v Nových Mlýnech na okraji lesa |
| Dub v Nových Mlýnech (II.)              | Dub na Nových Mlýnech II                                                                                     | Řimice 49°43′56″ s. š., 16°59′47″ v. d.                   | dub letní                              | 460 | 100221 Q26784031 |                                                                  | v Nových Mlýnech na okraji lesa |
| Lípa u Rybárny †                        | | Řimice                                                    | lípa malolistá                         | 660 | 105171 Q74844146 |                                                                  | U silnice U Rybárny; odumření – zánik v únoru 1981 |
| Knothovy lípy                           | | Sedm Dvorů 49°46′25″ s. š., 17°26′17″ v. d.               | lípa velkolistá (3)                    | 0 | 106188 Q76809970 |                                                                  | Jižní část Sedmi Dvorů u kamenného smírčího kříže s kótou 523,06, u příjezdové cesty k zemědělskému statku asi 100m JV od silnice č. 44441 Moravský Beroun - Domašov nad Bystřicí. |
| Lípa Masarykova                         | | Štarnov 49°41′9″ s. š., 17°16′19″ v. d.                   | lípa malolistá                         | 307 | 106379           |                                                                  | Strom roste solitérně v trávníku severně od ohradní zdi kolem kostela sv. Mikuláše v centru obce Štarnov. |
| Lípa svobody ve Štarnově                | | Štarnov 49°41′9″ s. š., 17°16′18″ v. d.                   | lípa malolistá                         | 306 | 106378           |                                                                  | Strom roste solitérně v trávníku severně od ohradní zdi kolem kostela sv. Mikuláše v centru obce Štarnov. |
| Rychtářská lípa                         | | Štarnov 49°41′17″ s. š., 17°16′23″ v. d.                  | lípa malolistá                         | 397 | 106380           |                                                                  | Strom roste solitérně v travnatém pruhu podél místní komunikace ke hřbitovu na severním okraji obytné zástavby obce Štarnov. |
| Dub u Poněvy 1                          | | Střeň 49°41′40″ s. š., 17°9′53″ v. d.                     | dub letní                              | 351 | 100227 Q26784049 |                                                                  | u železnice, místní část U Poněvy |
| Dub u Poněvy 2                          | | Střeň 49°41′40″ s. š., 17°9′52″ v. d.                     | dub letní                              | 389 | 100226 Q26784045 |                                                                  | u železnice, místní část U Poněvy |
| U dubu                                  | Dub nedaleko Lhoty nad Moravou (pořízeno: srpen 2015)                                                        | Střeň 49°40′55″ s. š., 17°7′56″ v. d.                     | dub letní                              | 456 | 100238 Q26784081 |                                                                  | V lokalitě U dubu |
| Buk pod hradem                          | | Šternberk 49°44′1″ s. š., 17°18′3″ v. d.                  | buk lesní                              | 400 | 100218 Q26784026 |                                                                  | Na nádvoří v uzavřeném parčíku u bývalého fitcentra Atak (areál bývalého průmyslového závodu Moravia) nedaleko Hlavního náměstí |
| Metelkovy lípy                          | | Šternberk 49°44′11″ s. š., 17°17′51″ v. d.                | lípa malolistá (1) lípa velkolistá (1) | & Chyba ve výrazu: Neočekávaný operátor / Chyba ve výrazu: Neočekávaný operátor / Chyba ve výrazu: Neočekávaný operátor / Chyba ve výrazu: Neočekávaný operátor / Chyba ve výrazu: Neočekávaný operátor / Chyba ve výrazu: Neočekávaný operátor / Chyba ve výrazu: Neočekávaný operátor / Chyba ve výrazu: Neočekávaný operátor / Chyba ve výrazu: Neočekávaný operátor / Chyba ve výrazu: Neočekávaný operátor / Chyba ve výrazu: Neočekávaný operátor / Chyba ve výrazu: Neočekávaný operátor / Chyba ve výrazu: Neočekávaný operátor / Chyba ve výrazu: Neočekávaný operátor / Chyba ve výrazu: Neočekávaný operátor / -1.0000-0 | 106392           |                                                                  | V zahradě u domu čp. 801 a před domem čp. 801 v ulici Brigádnická |
| Zerav v Horním Žlebu                    | | Šternberk 49°46′22″ s. š., 17°19′17″ v. d.                | zerav obrovský                         | 383 | 106111 Q26790800 |                                                                  | V soukromé zahradě u čp. 16 (bývalá hájovna) |
| Dub u Bahenky                           | | Unčovice 49°41′15″ s. š., 17°6′38″ v. d.                  | dub letní                              | 353 | 100239 Q26784086 |                                                                  | u odbočení Bahenky z Mlýnského potoka, por.sk. 44 A4. Jedná se o křížence dubu letního a dubu zimního. |
| Duby u Střeně                           | | Unčovice 49°41′40″ s. š., 17°8′27″ v. d.                  | dub letní (7)                          | 356 | 100237 Q26779746 |                                                                  | V lužním lese podél smohy v místní části Bláznivec, obvod kmenů od 310 cm do 356 cm |
| Platan Římských                         | | Uničov 49°46′9″ s. š., 17°7′30″ v. d.                     | platan javorolistý                     | 610 | 100255 Q26784132 |                                                                  | V centru města na travnatém ostrůvku na Bezručově náměstí v blízkosti parkoviště |
| Vrba za hospodou †                      | | Uničov                                                    | vrba bílá                              | 580 | 105670           |                                                                  | za posledním domem u silnice na Medlov; dnes pravděpodobně již neexistuje |
| Ústínský jilm †                         | | Ústín                                                     | jilm vaz                               | 610 | 105170           |                                                                  | U silnice z Těšetic do Ústína. Obvod pochází z vyhl. dokumentace (1973), ochrana zrušena r. 1992 z důvodu odumření na grafiózu. |
| Topoly v parku †                        | Jeden ze dvou památných topolů v zámeckém parku ve Velké Bystřici, nacházející se v západní části parku      | Velká Bystřice 49°35′41″ s. š., 17°21′15″ v. d.           | topol černý (2)                        | 650 | 100264 Q26779748 | Kategorie „Populus nigra in Velká Bystřice“ na Wikimedia Commons | V zámeckém parku jako pozůstatek původního luhu na zahliněných štěrkových náplavech toku Bystřice; původně 3 stromy, 1 topol poškozen požárem – uhynul – zrušovací rozhodnutí nedoručeno. Ochrana památných stromů zrušena 7. ledna 2023.                                                                 |
| Lípa ve Velkém Týnci †                  | | Velký Týnec                                               | lípa malolistá                         | 445 | 104395 Q74835047 |                                                                  | V zámecké zahradě |
| Řítovský dub                            | Řítovský dub                                                                                                 | Želechovice u Uničova 49°44′25″ s. š., 17°7′45″ v. d.     | dub letní                              | 495 | 100256 Q26784134 |                                                                  | Na bývalé hrázi dnes neexistujícího Řítovského rybníka, v polích asi 0,5 km SV od Dětřichova, v lokalitě "Hroudí" |
| Vrba v loukách                          | Vrba v loukách                                                                                               | Želechovice u Uničova 49°44′47″ s. š., 17°8′34″ v. d.     | vrba křehká                            | 387 | 105788 Q26790368 |                                                                  | V polích jižně od obce vlevo od polní cesty na Papůvku |